# Nicomedes IV van Bithynië
Nicomedes IV was de laatste koning van Bithynië.
Hij was bekend onder de naam Philopator, en regeerde van c. 94 v.Chr. tot 75/4. Hij was de zoon en opvolger van Nicomedes III.
Over de tijd voor zijn koningschap is niets bekend. Hij werd koning na de dood van zijn vader en regeerde een aantal jaren in vrede, maar Mithridates VI van Pontus, een van Romes grootste vijanden onder de late Republiek begon de grenzen van zijn rijk te belagen.
Nicomedes' broer Socrates versloeg met steun van Mithridates het Bithynische leger in 90 v.Chr. en Nicomedes zag zich gedwongen te vluchten naar Italia. Met steun van Rome kwam hij terug op de troon. De Romeinse Senaat spoorde hem aan het gebied van Mithridates binnen te vallen maar deze versloeg hem opnieuw en weer vluchtte de koning naar Rome.
Zijn smeekbeden om hulp werden beloond met de komst van de machtige consul naar Asia en dit leidde tot de Eerste Mithridatische Oorlog. Na drie jaar oorlog trachtte Mithridates in 85 v.Chr. vrede te sluiten. Hij mocht onder betaling van zware schatting koning van Pontus blijven.
Nicomedes kwam in 84 v.Chr. opnieuw terug op de Bithynische troon, maar stond meer en meer onder Romeins toezicht. In 80 v.Chr. werd een jonge Julius Caesar ambassadeur aan het hof van Nicomedes. Suetonius zegt, dat Caesar en Nicomedes geliefden werden. De spottende titel Koningin van Bithynië zou Caesar nog lang achtervolgen.
Aan het eind van zijn leven 74 v.Chr. vermaakte Nicomedes zijn gehele koninkrijk aan de Romeinse staat en de Senaat besloot al snel er een provincie van te maken. Dit zinde echter Mithridates allerminst en zijn oppositie leidde tot de Derde Mithridatische Oorlog.